# Британо-узбецькі відносини
Британо-узбецькі відносини — торгово-економічне співробітництво між Узбекистаном і Сполученим Королівством ґрунтується на договорах «Про торгово-економічне співробітництво», «Про стимулювання і взаємний захист капітальних вкладень» і «Про запобігання подвійному оподаткуванню», підписаних у листопаді 1993 під час візиту першого Президента Республіки Узбекистан Іслама Карімова до Сполученого Королівства.
За підсумками 1996 Сполучене Королівство займає 2 місце за обсягом товарообігу Узбекистану з країнами Європейського Союзу після Німеччини. З Узбекистану до Сполученого Королівства будуть поставлятися бавовняне волокно, дорогоцінні камені, чорні метали, вольфрам і вироби з них, зі Сполученого Королівства — механічні та електроінструменти, кондитерські вироби, пластмаси та вироби з них, мінеральне паливо, фармацевтична продукція, зокрема медикаменти, папір і картон, меблі, оптичні прилади і апарати, тютюн, молочна продукція, хімічні сполуки, неорганічна хімічна продукція та інше.
У 1992 Республіка Узбекистан вступила до ліверпульської бавовняної асоціації — важливої неурядової організації, яка координує норми і правила світової торгівлі бавовною. Узбекистан спільно з цим союзом провів роботу по впровадженню у своїй країні міжнародної системи сертифікації бавовни.
За останні роки в результаті взаємних візитів делегацій двох країн на різних рівнях співробітництво стало більш злагодженим. 14 жовтня 1994 року лондонська асоціація ринку металів видала Зарафшанському золотодобувному заводу сертифікат, що підтверджує статус найбільш прийнятних золотих зливків, що свідчить про те, що марка Узбекистану є найвищою якістю в усьому світі. А в жовтні 1996 при зазначеній асоціації оформлено представництво Алмаликського гірничо-металургійного комбінату з виробництва високоякісних срібних зливків.
4-12 жовтня 1997 у Ташкенті відбувся «британський фестиваль». В межах програми фестивалю проведені виставки продукції близько 30 компаній Сполученого Королівства, виставка «Спадщина британської королівської сім'ї», семінар, присвячений текстильному машинобудуванню та архітектури, демонструвалися фільми Сполученого Королівства і таке інше.
Регулярно проводяться засідання узбецько-британської торгово-промислової ради. На цих засіданнях обговорено питання розвитку економічних зв'язків, перспективи посилення співпраці в торгово-економічній, інвестиційній сферах.
Також розвинене співробітництво між деякими великими фірмами, компаніями і банками. 31 грудня 1992 за договором з компанією British Airways, починаючи з 2017, літаки національної авіаційної компанії «Узбекистон хаво йулларі» 4 рази на тиждень відвідують Лондон.
У 1994 Національна авіаційна компанія «Узбекистон хаво йулларі» за погодженням із департаментом транспорту Сполученого Королівства отримала право виконувати регулярні рейси Ташкент- Манчестер -Ташкент.
Асоціація «Uzmoytamakisanoat» уклала контракт із компанією «Crown» з метою оновлення та ремонту своєї діяльності з використанням іноземних інвестицій і доведення її до рівня світових стандартів. За договором Кокандський маслоекстрактний завод перебудовано за рахунок англійської столиці і розпочав модернізацію свого приладобудування.
Відповідно до угоди про створення спільного підприємства з вирощування тютюну, його переробки і виробництва сигарет, для розвитку тютюнової промисловості в Узбекистані з компанією «British American Tobacco» було підписано угоду про створення спільного підприємства на суму 232 млн доларів США. Сума в доларах США витрачена на реконструкцію і модернізацію Ташкентського тютюнового заводу, Ургутського заводу по ферментації тютюну, будівництво Самаркандського тютюнового заводу, підготовку фахівців і соціальних заходів. На Ташкентському тютюновому заводі налагоджено виробництво цигарок.
Наприкінці 1996 підписано попередню угоду з корпорацією Oxus Resonrses Corporation про пошук кольорових металів на Кандізькому родовищі Сурхандарьїнської області. Згідно з угодою, фірма зі Сполученого Королівства протягом року за рахунок власних коштів розробить техніко-економічні обґрунтування для безперервного вивчення крові, організації комплексного видобутку кольорових металів, а потім отримає близько 100—150 мільйонів доларів. На основі проекту вартістю у доларах США має бути створено спільне підприємство з видобутку свинцю, міді, срібла. 10 липня 1997 із зазначеною корпорацією Сполученого Королівства підписано попередню угоду про вивчення і визначення родовищ Аристантів і Балпантів у Навоїйській області. Також налагоджено співпрацю в області спільного вивчення даних з геології у західній частині Узбекистану.
У міністерстві сільського та водного господарства Республіки Узбекистан є план по створенню агрофірми з компанією «Мередіт Джонс», що працює на основі передових методів селекції, вирощування і переробки бавовни. Ця фірма, що включає в себе 11 господарств Язиаванського району Ферганської області, повинна сприяти підвищенню врожайності бавовни, підвищенню якості волокна і підвищенню родючості ґрунту.
Консорціум «Узбектелеком» спільно з компанією «General Plussy Telecommunications» (JPT) побудував для Ташкента об'єднаний робочий комплекс «Buzton», що забезпечує сучасний цифровий зв'язок. Цей проект забезпечено за рахунок коштів засновників, а також кредиту, отриманого на основі страхування департаменту гарантування експортних кредитів.
Національний банк зовнішньоекономічної діяльності Республіки Узбекистан налагодив представницькі стосунки з 5 банками Сполученого Королівства і 11 лондонськими відділеннями іноземних банків. Barclays Bank є основним представником з комерційних платежів. Реалізація проекту «Зарафшан Ньюмонт» з освоєння золоторудного родовища в Навоїйській області стала одним із напрямів спільної діяльності Національного банку і Barclays Bank.
Головне управління капітального будівництва хокіміята міста Ташкента спільно з фірмою «Handi Hayl» має намір побудувати 22 двоповерхових котеджі, в яких проживатимуть співробітники дипломатичного корпусу, представники іноземних фірм. Тут побудовані невеликий супермаркет, кафе, бар, 2 тенісних корти.
Республіка Узбекистан має 115 робочих місць за участю капіталу Сполученого Королівства, з яких 34 складають 100 % англійського капіталу. Офіційні представництва — 36 фірм Сполученого Королівства.

## Британські посли в Узбекистані
- 1993—1995 — Пол Берне[1]
- 1995—1999 — Барбара Хей[2]
- 1999—2002 — Крістофер Інгем[3]
- 2002—2004 — Крейг Мюррей
- 2005—2007 — Девід Моран[4]
- 2007—2009 — Ян Келлі[5]
- 2009—2012 — Руперт Джой[6]
- 2012—2015 — Джордж Едгар[7]
- 2015—2019 — Крістофер Аллен[8][9]
- 2019 — дотепер — Тімоті Торлот[10]